# Jeremy Sumpter
Jeremy Robert Myron Sumpter (Monterey (Californië), 5 februari 1989) is een Amerikaans acteur. Hij is bekend dankzij zijn hoofdrol in de film Peter Pan uit 2003.

## Biografie
Sumpter is de zoon van Gary Sumpter en Sandra Johnson. Hij heeft twee zussen, zijn tweelingzus Jessica en Gigi, en één broer, Travis. In juli 2002 werd Sumpter als dertienjarige jongen geselecteerd voor de rol van Peter Pan. Hiermee werd de traditie om jonge meisjes de rol te laten spelen, tenietgedaan.
Tijdens het filmen in de herfst van 2002, groeide Sumpter enkele centimeters. Hierdoor waren enkele aanpassingen nodig om zijn hoogteverschil met de beginscènes te camoufleren. Jeremy deed wel bijna al zijn stunts zelf. Ook bereidde hij zich voor op het zwaardvechten door vijf uren per dag te trainen en hij trainde ook voor gymnastiek. Toen ze in Australië begonnen met filmen, breidde hij zijn training uit met cricket en surfen. Voor de film moest Sumpter ook oefenen op het zweven in de lucht. Zo moest hij leren om in evenwicht te blijven, te bewegen en te draaien.
De film kostte zo'n $140.000.000 en werd in december 2003 de bioscopen gebracht. Helaas had de film weinig succes omdat het een meer volwassen versie was van het boek en omdat de film moest concurreren met de kaskraker The Lord of the Rings: The return of the king. De totale opbrengst kwam uit op 'slechts' $121.000.000 (waarvan $48.000.000 in de VS) waardoor de film niet alleen in de VS, maar wereldwijd een flop werd.
Sumpter spendeerde de zomer van 2005 in Oregon om daar de film the comedy The Sasquatch Dumpling Gang op te nemen. Deze film werd in november 2007 in première gebracht. Sumpter verscheen ook in de onafhankelijke film An American Crime, waar hij de rol van Coy Hubbard vertolkt, en in een aflevering van CSI Miami. 

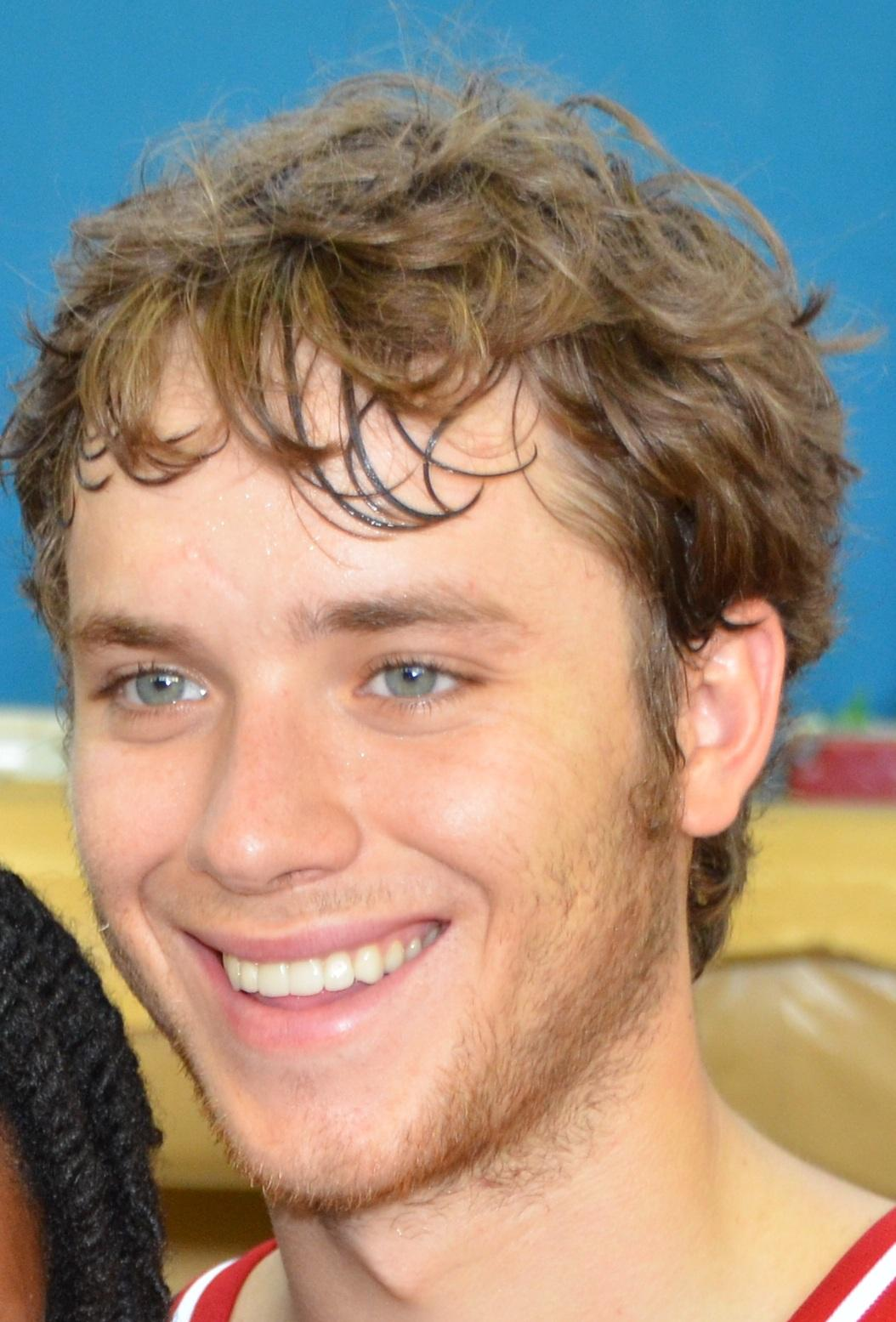
Jeremy Sumpter in 2011.

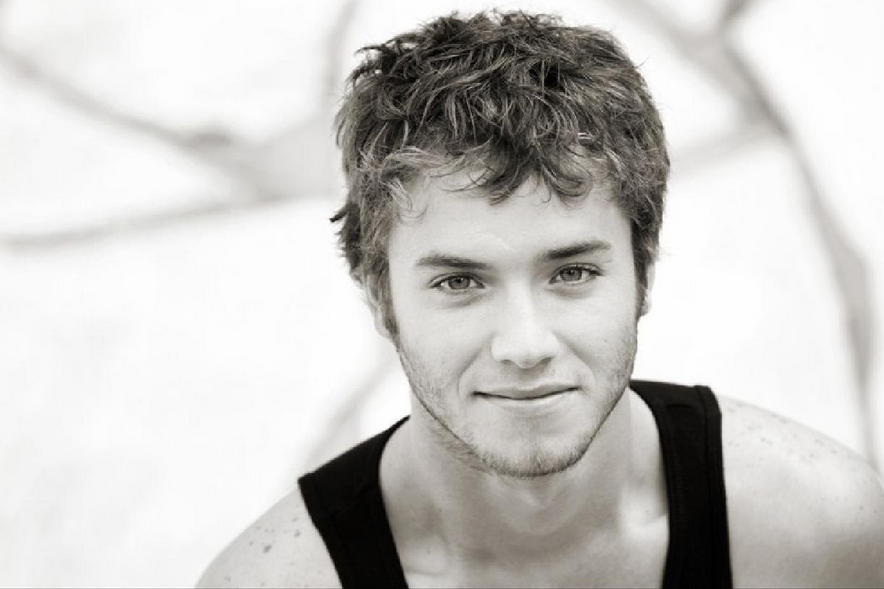
Jeremy Sumpter in 2013.

Sumpter speelde verder rollen in de coming-of-age komedie Calvin Marshall, de komedie You're So Cupid, Soul Surfer en Death and Cremation. Ook speelde hij in de rampenfilm Into the Storm.

### Privéleven
Sumpter geniet niet alleen van surfen, maar ook van basketbal, American football, honkbal, snowboarden, tennis, voetbal, zwemmen, rollerbladen, golf en het kijken naar stormwolken. Zijn favoriete film is King Kong, maar hij houdt ook van Unforgiven en Twister. Hij kreeg enkele sportieve rollen in films zoals Local Boys (surfen), Peter Pan (zwaardvechten), Clubhouse (baseball) en Cyber Seduction (zwemmen). In oktober 2005 nam Sumpter voor het eerst deel aan een bekend golfevenement: the Eddie Money Golf Tournament in Noord-Californië. Zijn team eindigde derde op 24 teams.
In december 2015 kondigde Sumpter zijn verloving aan met Lauren Pacheco, maar 10 maanden later liet hij weten dat zij niet meer verloofd waren.

## Filmografie
| Film            | Film                               | Film            | Film                      |
| Jaar            | Titel                              | Rol             | Opmerkingen               |
| --------------- | ---------------------------------- | --------------- | ------------------------- |
| 2001            | Frailty                            | Young Adam      |                           |
| 2002            | Local Boys                         | Skeeter Dobson  |                           |
| 2003            | Peter Pan                          | Peter Pan       |                           |
| 2005            | "Cyber Seduction: His Secret Life" | Justin Petersen |                           |
| 2006            | The Sasquatch Gang                 | Gavin Gore      |                           |
| 2007            | An American Crime                  | Coy Hubbard     |                           |
| 2009            | Calvin Marshall                    | Caselli         |                           |
| 2010            | You're So Cupid                    | Connor Miller   |                           |
| 2010            | Death and Cremation                | Jarod Leary     |                           |
| 2011            | Soul Surfer                        | Byron Blanchard |                           |
| 2012            | Excision                           | Adam            |                           |
| 2012            | Hiding                             | Brett           |                           |
| 2013            | The Culling                        | Tyler           |                           |
| 2014            | Animal                             | Matt            |                           |
| 2014            | Into the Storm                     | Jacob           |                           |
| Televisie films |                                    |                 |                           |
| Jaar            | Titel                              | Rol             | Opmerkingen               |
| 2001            | Murphy's Dozen                     | Sean            |                           |
| 2002            | Just a Dream                       | Henry Sturbuck  |                           |
| 2005            | Cyber Seduction: His Secret Life   | Justin Petersen |                           |
| Televisie       |                                    |                 |                           |
| Jaar            | Titelle                            | Rol             | Opmerkingen               |
| 2001            | Raising Dad                        | Henry           | 1 Aflevering              |
| 2002            | ER                                 | Nathan          | 1 Aflevering              |
| 2002            | Strong Medicine                    | Randy           | 1 Aflevering              |
| 2004–2005       | Clubhouse                          | Pete Young      | Hoofdrol                  |
| 2007            | CSI: Miami                         | Zach Griffith   | 1 Aflevering              |
| 2008–2010       | Friday Night Lights                | J.D. McCoy      | Terugkerende; Seizoen 3–4 |
| 2012            | The Glades                         | Dane Westing    | 1 Aflevering              |

## Prijzen
| 2000 | IMTA Award                         | Pre-Teen Male Model of the Year                                                                | –                                | Gewonnen    |
| 2003 | Young Artist Award                 | Best Performance in a TV Movie, Mini-series or Special - Leading Young Actor                   | Just a Dream                     | Gewonnen    |
| 2003 | Saturn Award                       | Best Performance by a Younger Actor                                                            | Frailty                          | Genomineerd |
| 2004 | Young Artist Award                 | Best Performance in a Feature Film - Leading Young Actor                                       | Peter Pan                        | Gewonnen    |
| 2004 | Saturn Award                       | Best Performance by a Younger Actor                                                            | Peter Pan                        | Gewonnen    |
| 2004 | Phoenix Film Critics Society Award | Best Performance by a Youth in a Lead or Supporting Role - Male                                | Peter Pan                        | Genomineerd |
| 2006 | Young Artist Award                 | Best Performance in a TV Movie, Mini-series or Special (Comedy or Drama) - Leading Young Actor | Cyber Seduction: His Secret Life | Genomineerd |
| 2009 | Change The World Award             | Youth for Humanity Award, Male                                                                 | –                                | Gewonnen    |